# Utrechtse Geologen Vereniging
De Utrechtse Geologen Vereniging of U.G.V. was de studievereniging voor studenten en oud-studenten geologie, geofysica en geochemie aan de Universiteit Utrecht. Haar Engelse naam is Utrecht Geological Student Society. Met ingang van het academisch jaar 2012/13 is de U.G.V. gefuseerd met Drift '66 (fysisch geografen tot de Utrechtse Aardwetenschappen Vereniging (U.A.V.).

## Geschiedenis
De vereniging is opgericht in 1946, als gezelligheidsvereniging voor de toenmalige Faculteit Aardwetenschappen in huize Payenborg. In de jaren vijftig, zestig en zeventig steeg het aantal studenten geologie gestaag, waardoor de vereniging groeide. De vereniging had in die tijd als voornaamste doel gezelligheid op de faculteit te scheppen door het organiseren van borrels en feesten. In de jaren zestig kwam daar een buitenlandse excursie bij, en in de jaren zeventig een jaarlijkse roeiwedstrijd op de Oudegracht. Door de steeds verder gaande specialisatie binnen de aardwetenschappen werd de U.G.V. ook de studievereniging voor geofysici en geochemici. In 1980 verhuisden de geologische instituten van Utrecht en Leiden naar de Uithof, de U.G.V. verhuisde mee en moest samengaan met de Leidse Geologische Vereniging. De huidige vereniging heeft tradities en gebruiken van beide verenigingen opgenomen. De eerste tijd op het nieuwe instituut was voor de U.G.V. een moeilijke periode. Na 1985 bloeide de U.G.V. weer op door het instellen van nieuwe activiteiten, die standaard elk jaar terugkwamen. In de jaren negentig kreeg de U.G.V. een steeds uitgesprokener en traditioneler karakter. In 2012 is de vereniging gefuseerd met  Drift '66 tot de U.A.V. (Utrechtse Aardwetenschappen Vereniging).

## Activiteiten
De vereniging organiseerde feesten, borrels, lezingen, symposia, bedrijfsbezoeken, buitenlandse excursies en uitstapjes. Daarnaast organiseerde ze samen met haar zustervereniging Drift '66 het studentenplatform aardwetenschappen. Voor oud-studenten werden reünies en diners georganiseerd.
De vereniging had een eigen tijdschrift, "Paÿenborchiana".

## Tradities
De vereniging was rijk aan tradities. Zo had de U.G.V. een patrones: de Heilige Barbara. De stamkroeg was café Jan de Winter aan de Oudegracht 170 en de lijfdrank Bokma jenever. Ook had men een liederenbundel uitgegeven, die begon met het U.G.V.-lied. Het bestuur van de vereniging ging in jas en U.G.V.-das gekleed. 
De vereniging telde verschillende disputen die zich richtten op een groep leden met eenzelfde achtergrond/interesse.

## Bekende leden en ereleden
Tot de ereleden behoorden de oprichters G. Milius en J. van der Sijp. Andere ereleden waren Bernard Westerop en Pauline de Bruijn, die in de jaren tachtig de vereniging opnieuw opzetten. Een aantal bekende leden en ereleden zijn: R.D. Schuiling, Cor Langereis, Erwin Kroll, Arnold Bouma, Caesar Voûte, J.I.J.M. Schmutzer, F.A. Vening Meinesz, G.H.R. von Koenigswald, L.M.R. Rutten, M.G. Rutten en R.W. van Bemmelen. De ereleden zijn thans ereleden van de nieuwe studievereniging, de U.A.V..
GAOS (UvA) · GeoVUsie (VU) · Mijnbouwkundige Vereeniging (TUD) · UAV (UU] · Pyrus (WUR)

Voormalige studieverenigingen: Lulofs (UvA) · GSVA (UvA) · L.G.V. (RUL) · U.G.V. (UU) · Drift '66 (UU)